# 科爾德沃特 (密西西比州)
科爾德沃特（英語：Coldwater）是位於美國密西西比州泰特縣的城鎮。

## 人口
根據2020年美國人口普查的數據，科爾德沃特的面積為6.16平方千米，當中陸地面積為6.15平方千米，而水域面積為0.01平方千米。當地共有人口1381人，而人口密度為每平方千米224人。